# Eksmisja

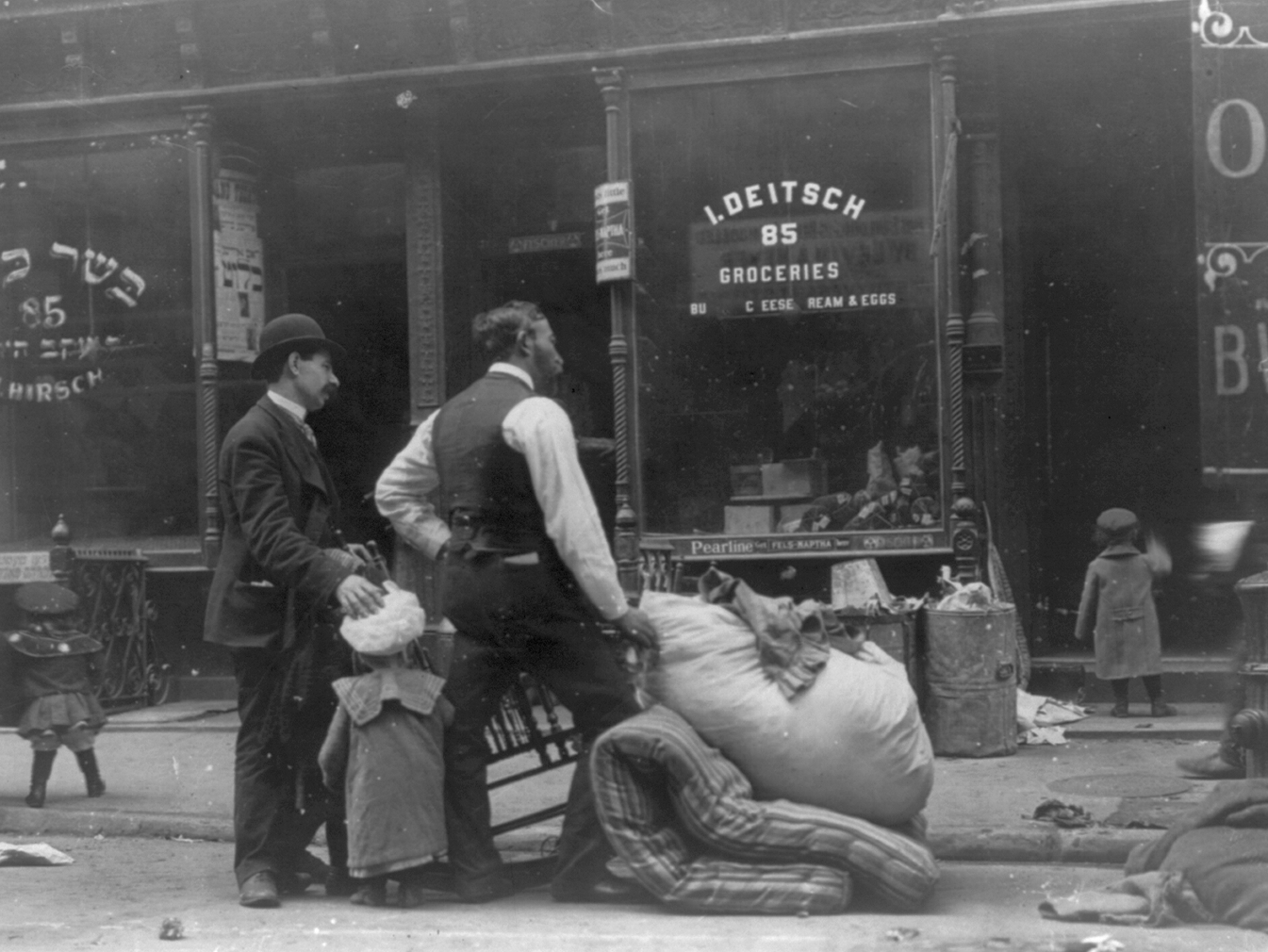
Eksmisja w Nowym Jorku, ok. 1910 r.

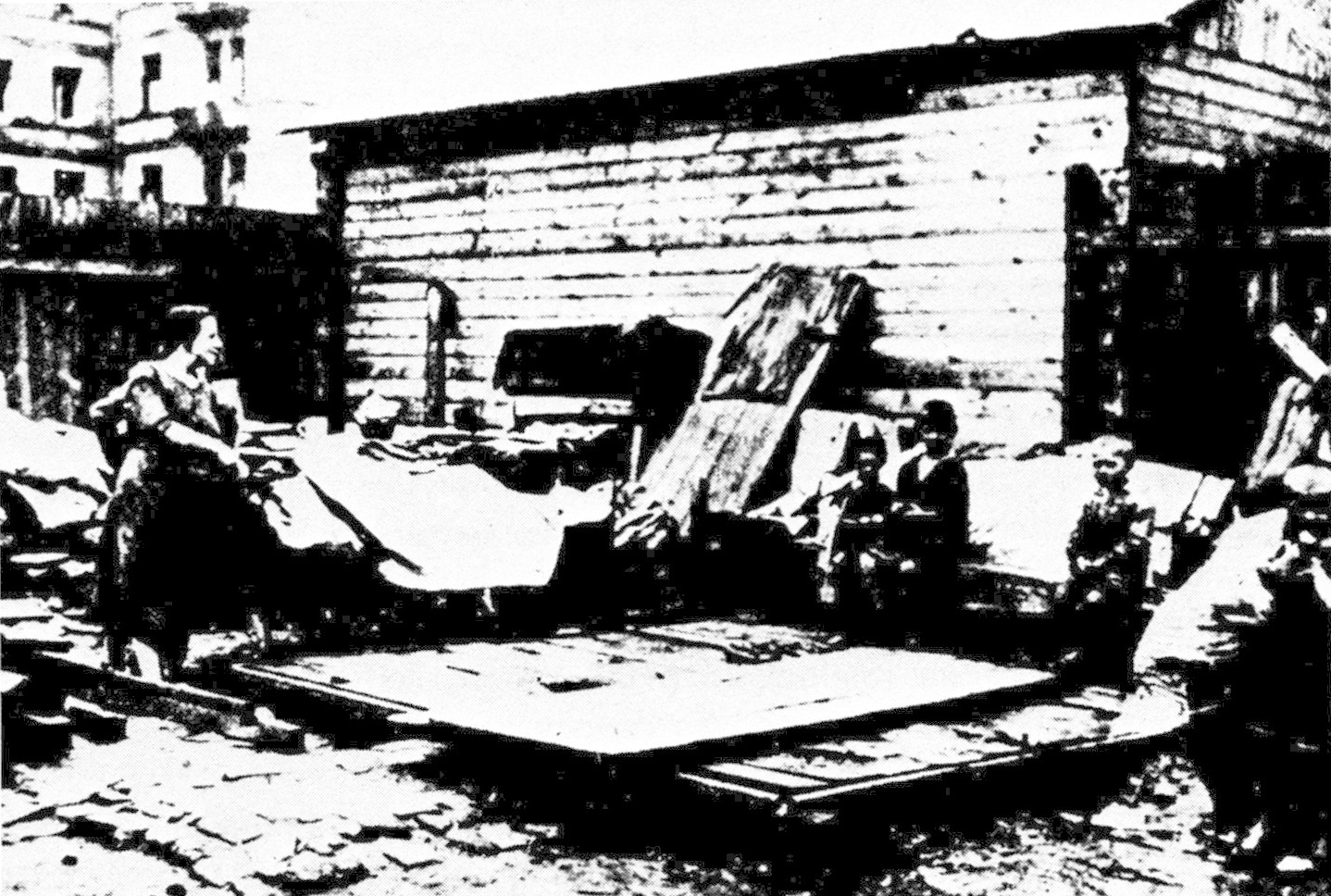
Eksmisja w Warszawie, 1930 r.

Eksmisja – usunięcie kogoś z zajmowanego lokalu lub z nieruchomości, z reguły na podstawie wyroku orzekającego eksmisję.
Pod pojęciem „eksmisja” należy rozumieć wszelkie czynności faktyczne i prawne zmierzające do opróżnienia lokalu lub nieruchomości z osób i rzeczy i wydania uprawnionej osobie.
W Polsce podstawą żądania eksmisji jest stan, w którym osoba zajmująca lub władająca lokalem (nieruchomością) nie ma do tego tytułu prawnego. Wiązać się to może z samowolnym zajęciem lokalu (nieruchomości) lub zakończeniem trwania stosunku prawnego, na podstawie którego można używać rzeczy cudzej (np. wypowiedzenie umowy najmu). W wyjątkowych sytuacjach można przymusowo usunąć osobę, która dysponuje tytułem prawnym, gdy szczególny przepis na to zezwala (np. konieczność remontu lub zagrożenie bezpieczeństwa związanego ze stanem budynku).
Podstawą prawną eksmisji jest przede wszystkim art. 222 § 1 Kodeksu cywilnego (ochrona własności). Na jego podstawie właściciel może żądać od osoby, która włada faktycznie jego rzeczą, ażeby rzecz została mu wydana, chyba że osobie tej przysługuje skuteczne względem właściciela uprawnienie do władania rzeczą. To skuteczne uprawnienie to właśnie tytuł prawny, który może zniweczyć żądanie właściciela.
Podobne skutki – doprowadzenie do eksmisji – ma żądanie w trybie powództwa o ochronę naruszonego posiadania. Inne są natomiast przesłanki – chroniony jest stan faktyczny posiadania, a nie uprawnienie wynikające z określonego prawa.
Przepisy dopuszczają, aby osoby korzystające z lokalu lub nieruchomości na podstawie innego tytułu prawnego niż własność mogły żądać ochrony na podstawie przepisów o ochronie własności. Przykładowo art. 690 Kodeksu cywilnego stanowi, iż do ochrony praw najemcy do używania lokalu stosuje się odpowiednio przepisy o ochronie własności. 
Eksmisję w ścisłym znaczeniu można odnosić do postępowania przed sądem lub odpowiednim organem, zmierzającym do wydania orzeczenia nakazującego określonej osobie wydanie rzeczy.
Sam proces można podzielić na etap wstępny (np. wezwanie do dobrowolnego wydania), postępowania przed organem orzekającym (powództwo do sądu powszechnego, wniosek do organu administracji) i egzekucyjny (przymusowe wykonanie obowiązku określonego w odpowiednim orzeczeniu). 
Wykonanie eksmisji oddane jest państwu (komornikowi lub administracyjnemu organowi egzekucyjnemu) i może się odbyć na podstawie przepisów Kodeksu postępowania cywilnego albo ustawy o egzekucji w administracji, w zależności od charakteru obowiązku lub właściwości organu do orzekania. Sam fakt, iż eksmisja może odbyć się na podstawie odpowiedniego orzeczenia, ma na celu uniknięcie samowoli w tym zakresie i ochronę interesów osoby eksmitowanej.

## Eksmisja na bruk
Od 2005 roku w Polsce nie ma zasady tzw. eksmisji na bruk, która była stosowana masowo w latach 90. Jeśli sąd nie przyzna prawa do zawarcia umowy najmu socjalnego, komornik musi się wstrzymać z egzekucją do czasu, aż gmina wskaże tymczasowe pomieszczenie lub sam dłużnik je znajdzie (art. 1046 § 4 kodeksu postępowania cywilnego). Lokal zastępczy musi się nadawać do zamieszkania, zapewniać co najmniej 5 m² powierzchni mieszkalnej na osobę oraz znajdować się w tej samej lub pobliskiej miejscowości.
Na skutek wyroku Trybunału Konstytucyjnego z dnia 4.11.2010 orzekającego o niekonstytucyjności art. 1046 § 4 k.p.c., który uniemożliwiał przeprowadzenie eksmisji bez lokalu tymczasowego, przepis ten z dniem 17.11.2011 traci moc. Tak więc zalegającym z czynszem grozi wyrzucanie na bruk, a gminy nie będą musiały przyznawać lokali tymczasowych. Rzecznik Praw Obywatelskich  wystąpił do ministra sprawiedliwości, by w trybie pilnym przygotował projekt zapobiegający eksmisjom na bruk.
Dnia 16.11.2011 weszła w życie nowelizacja ustawy o ochronie praw lokatorów oraz kodeksu postępowania cywilnego. Eksmisję może przeprowadzić wyłącznie komornik, po uprawomocnieniu się wyroku. Osoba eksmitowana jest do lokalu będącego przedmiotem najmu socjalnego albo pomieszczenia tymczasowego. Nowością jest określenie przypadków, w których wyznaczono możliwość przeniesienia osób z wyrokiem eksmisyjnym za znęcanie się nad rodziną, rażąco albo uporczywie postępujących wbrew zasadom współżycia społecznego lub porządkowi domowemu, które samowolnie zajęły pusty lokal i nie ma do niego tytułu prawnego albo miały wynajęte mieszkanie na podstawie umowy najmu okazjonalnego do noclegowni lub schroniska. Od 1 listopada do 31 marca zakazane jest wykonywanie wyroków eksmisyjnych, jeżeli osobie eksmitowanej nie wskazano lokalu, do którego ma nastąpić przekwaterowanie. Wynika to z art. 16 ustawy o ochronie praw lokatorów, mieszkaniowym zasobie gminy i o zmianie Kodeksu cywilnego (Dz.U. z 2023 r. poz. 725).

## Liczba eksmisji w Polsce
Liczba eksmisji w Polsce w latach 2000-2012
| Rok  | Liczba eksmisji do wykonania                 |
| ---- | -------------------------------------------- |
| 2012 | 7812 (3002 - bez prawa do lokalu socjalnego) |
| 2011 | 7198 (2177)                                  |
| 2010 | 6569 (1997)                                  |
| 2009 | 6552 (2157)                                  |
| 2008 | 5501 (1797)                                  |
| 2007 | 6678 (2149)                                  |
| 2006 | 7295 (2932)                                  |
| 2005 | 6390 (2890)                                  |
| 2004 | 7181 (4359)                                  |
| 2003 | 8244 (4148)                                  |
| 2002 | 7631 (4788)                                  |
| 2001 | 9338 (6650)                                  |
| 2000 | 13308 (9917)                                 |